# 完顏元宜
完颜元宜（？—1164年），又作耶律元宜（移剌元宜）。金朝大臣。契丹人，本姓耶律氏，原名阿列，又叫移特辇。

## 簡介
少年善於弓馬，天辅七年（1123年），金军大将副都统完顏宗望率兵追击辽朝末代皇帝天祚帝至天德，耶律元宜随父亲耶律慎思歸順，赐姓完颜。
金熙宗皇統元年（1141年），充护卫，官至瓯里本群牧使，入为武库署令，转符宝郎。
海陵王完颜亮篡位，完颜元宜为兵部尚书。
天德三年（1151年），复本姓耶律氏。历任顺义军节度使、昭义军节度使，复为兵部尚书、劝农使。
正隆六年（1161年），耶律元宜随从完颜亮兴兵攻伐南宋，发动全国兵力六十万分四路南下。以本官领神武军都总管，在柘皋、和州（今安徽和县）大败宋兵，进为银青光禄大夫、浙西道兵马都统制，督诸军渡江，佩金牌。十月，他所说完颜雍在辽阳即位为金世宗，军士惧怕军令严苛，又怕战事艰苦，耶律元宜见到军士们的这种情绪，发动兵变，得到军士支持。军士在耶律元宜的带领下直扑完颜亮大营。完颜亮听到营帐外人声鼎沸，只当是宋军杀来，披衣急起。这时乱箭射入军帐，他拔出一看，才知道是自家军队兵变。耶律元宜在扬州瓜洲渡杀死完颜亮，代行左领军副大都督事，领兵北还。
大定二年（1162年）春，元宜入见金世宗，拜为御史大夫，不久又进拜耶律元宜为平章政事，封冀国公，赏赐他玉带和燕京的一区上好府第，再一次赐姓“完颜”。奉命到泰州路镇压契丹移剌窩斡起义，契丹平后，元宜还朝。
大定四年（1164年），罢为东京（今遼寧省遼陽市）留守。未几，致仕，病死于家。

## 延伸阅读
[在维基数据编辑]
 《金史·卷132》，出自脱脱《金史》